# Kocioł bałkański

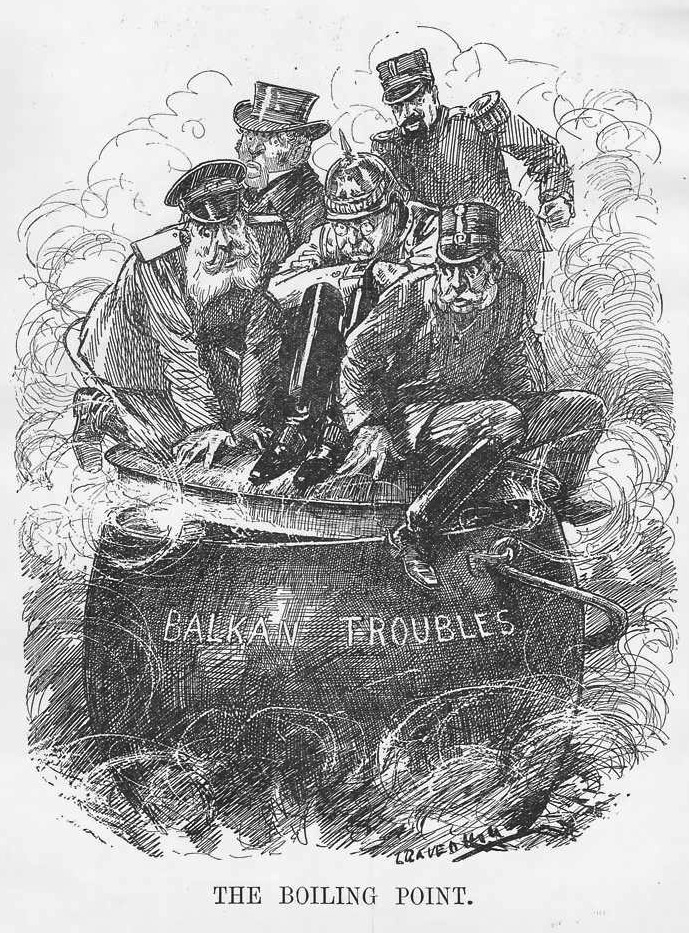
Satyra z pocz. XX wieku, ilustrująca kocioł bałkański

Kocioł bałkański – sytuacja geopolityczna na Półwyspie Bałkańskim, szczególnie w jego północno-zachodniej części, od połowy XIX wieku.

## Geneza konfliktów
Przed XIX w. Bałkany – tu rozumiane przede wszystkim jako ich część północno-zachodnia, a w mniejszym stopniu tereny Grecji i Bułgarii – były w większości pod władzą Imperium Osmańskiego. Był to teren w większości zamieszkany przez Słowian, między którymi głównym rozdzielnikiem była religia. Ówczesna świadomość narodowa była bardzo niewielka, co wynikało z charakteru władzy tureckiej, która nie zmuszała nikogo do wyrzekania się swojej kultury, nie prowokując tym samym reakcji narodowowyzwoleńczej.
Jednakże na skutek rozwoju świadomości narodowej, a co za tym idzie, nacjonalizmów lokalnych, sytuacja stawała się w tym rejonie coraz bardziej niestabilna, szczególnie ze względu na duże wymieszanie między grupami religijnymi. Podział powstał głównie, choć nie wyłącznie, na tej podstawie – katolicy określili się jako Chorwaci, prawosławni jako Serbowie, a muzułmanie jako Boszniacy. Świadomość pojawiła się również wśród Albańczyków, którzy nie wywodzą się z ludów słowiańskich, a raczej z niezromanizowanych Illirów i Traków. Rozwijały się również nacjonalizmy w regionach ościennych – Bułgarii, Grecji, na Węgrzech, co ze względu na pewien stopień osadnictwa wspomnianych narodów na terenie Bałkanów Centralnych miało wpływ na ten rejon.
Nałożyła się na to sytuacja międzynarodowa, sprzeczne interesy mocarstw w tym regionie oraz postępujące osłabienie wewnętrzne Imperium Osmańskiego, zwanego – szczególnie pod koniec XIX w. – „chorym człowiekiem Europy”.

## Początek konfliktów
Pierwszym państwem z rejonu Bałkanów, które uzyskało niepodległość, była Serbia – po dwóch powstaniach, w których zdobyła najpierw częściową autonomię, a następnie niepodległość, po długiej walce, zarówno wewnętrznej, jak i zewnętrznej. Wspierana była przez Austro-Węgry oraz Rosję, które liczyły na objęcie protektoratu na tych ziemiach, oraz na osłabienie Turcji.

Przemiany geopolityczne na Bałkanach w latach 1800–2008

Kolejnym państwem była Grecja, która po dziewięcioletniej wojnie zdobyła w 1830 r. niepodległość dzięki wydatnej pomocy Francji, Wielkiej Brytanii i Rosji, choć objęła tylko południową cześć historycznej Hellady.
W 1876 Serbia ogłosiła zjednoczenie z Bośnią i Czarnogórą, co doprowadziło do wojny z Turcją, do której przystąpiła również Rosja. To spowodowało m.in. ogłoszenie niepodległości przez Rumunię (1877) i Bułgarię. Kres wojnie położył traktat w San Stefano z 3 marca 1878, który osłabiając Turcję, wzmacniał Rosję. W tej sytuacji inne mocarstwa (przede wszystkim Wielka Brytania) doprowadziły do Kongresu w Berlinie, który ograniczył wpływy Rosji, głównie przez pomniejszenie Bułgarii. Jednocześnie zaprzepaszczone zostały dążenia serbskie – choć niepodległość Serbii i Czarnogóry została zatwierdzona, to Bośnia i Hercegowina zostały przekazane pod władzę Austro-Węgier.
Rosja popierała ideę zjednoczenia Słowian na Bałkanach (Panslawizm) pod przywództwem prawosławnej Serbii. Ten mały kraj stał się sojusznikiem Rosji. Układ serbsko-rosyjski był zagrożeniem dla monarchii Austro-Węgierskiej (zamieszkiwanej przez 7 mln Słowian, p. też świńska wojna 1906–1909). W 1908 roku, gdy Austro-Węgry zaanektowały okupowaną od 1878 roku Bośnię i Hercegowinę, na Bałkanach groził wybuch wojny. 13 marca 1912 miał miejsce konflikt zbrojny (tzw. I wojna bałkańska) – Grecja, Serbia, Czarnogóra i Bułgaria zaatakowały Turcję, która została pokonana, tracąc niemal wszystkie ziemie w Europie.
Zwycięskie państwa nie doszły do porozumienia i rok później Grecja, Serbia, Czarnogóra, Rumunia oraz Turcja zaatakowały i pokonały Bułgarię (II wojna bałkańska). Po tej wojnie wzrosła siła Serbii, ale Rzesza i Austro-Węgry utworzyły niezawisłą Albanię (żeby nie pozwolić na rozwój Serbii). Sytuacja w regionie była niestabilna – to właśnie zamach w Sarajewie serbskiego nacjonalisty na Arcyksięcia Austro-Węgier był przyczyną najpierw wypowiedzenia wojny Serbii przez Austro-Węgry, a w efekcie szeregu sojuszy – I wojny światowej.

## Budowa niepodległości
Po I wojnie światowej sytuacja w kotle bałkańskim była bardzo chaotyczna. Upadek Monarchii Austro-Węgierskiej oraz rewolucja w Rosji zlikwidowały dotychczasowe mocarstwa, których strefą wpływów były Bałkany. Także inne państwa tego regionu (Imperium Osmańskie oraz Bułgaria) znalazły się po stronie przegranych. Jednak rejonem były zainteresowane państwa alianckie m.in. Włochy oraz Grecja, co wpłynęło na konsolidację lokalnych działaczy niepodległościowych.
Tymczasem już w trakcie wojny zwiększała się liczba zwolenników zjednoczonego państwa Słowian bałkańskich. W 1915 powstał Komitet Jugosłowiański z siedzibą w Londynie. Dwa lata później podpisał on umowę z rządem Serbii, w efekcie której zadeklarowano powołanie po wojnie wspólnego państwa Słowian południowych, będącego królestwem pod berłem serbskich Karadziordziewiciów.
Realizacja tych postanowień miała miejsce pod koniec 1918 roku – w październiku powstała w Zagrzebiu Rada Narodowa Słoweńców, Chorwatów i Serbów. Parlament chorwacki zerwał unię z Węgrami, a następnie, 31 października proklamowane zostało Państwo Słoweńców, Chorwatów i Serbów. W tym czasie Wojwodina i Czarnogóra przyłączyły się do Serbii, a parlament Państwa SHS uchwalił zjednoczenie ziem Słowian południowych. Wkrótce potem, 1 grudnia, powstało Królestwo Serbów, Chorwatów i Słoweńców.

## Międzywojnie
Młode państwo nie było jednak w komfortowej sytuacji. Liczne konflikty terytorialne (Karyntia, Triest, Baczka, Macedonia, Kosowo) ze wszystkimi sąsiadami (Austrią, Węgrami, Rumunią, Bułgarią, Grecją i Albanią) nie sprzyjały stabilizacji. Także wewnątrz państwa istniały silnie separatystyczne tendencje odśrodkowe, a także, z drugiej strony, dążenia do dominacji jednej grupy etnicznej nad innymi (szczególnie konflikt na linii Serbowie-Chorwaci). Przykładem niepokojów, jakie to wywoływało, był np. zamach, przeprowadzony w 1928 r. przez posła czarnogórskiego, w którym zginęło trzech członków Chorwackiej Partii Chłopskiej, w tym jej założyciel i lider – Stjepan Radic. Efektem tego były powszechne niepokoje w Chorwacji.
W konsekwencji król Aleksander I zawiesił obowiązywanie konstytucji, przy okazji zmieniając nazwę państwa na Królestwo Jugosławii. Efektem tego były dalsze niepokoje, co w połączeniu z zaostrzaniem się kursu jego rządów, doprowadziło do jego zamordowania przez terrorystów chorwackich i macedońskich. Rządy za jego małoletniego następcę sprawowała Rada Regencyjna, co spowodowało dalsze konflikty wewnątrzpaństwowe.
W 1941 roku Jugosławia przystąpiła do Paktu Stalowego, sprzymierzając się z Osią. Wkrótce po tym miał miejsce przewrót, w wyniku którego zadeklarowano ponowną neutralność. W efekcie wywołało to inwazję Niemiec na Jugosławię, która broniła się przez 12 dni. W efekcie powstało Niezależne Państwo Chorwackie, na czele którego stanął przywódca ustaszy (tj. chorwackich nacjonalistów) Ante Pavelić, a resztę ziem podzielono między Niemcy, Włochy, Węgry i Bułgarię. Niemal od razu rozpoczęły się w tym rejonie walki partyzanckie (górzysty i zalesiony teren Jugosławii ułatwiał działania), które wkrótce przerodziły się w trójstronną wojnę domową, którą toczyli z jednej strony chorwaccy ustasze wspierani przez Niemców, z drugiej monarchistyczna, serbska partyzantka Dragoljuba Mihailovicia, zwana czetnikami, oraz partyzantka komunistyczna pod dowództwem Josipa Broza Tity. Zdarzała się zresztą współpraca pomiędzy czetnikami a Niemcami, ci pierwsi bowiem unikali walk z okupantem, koncentrując się na zwalczaniu komunistów.

## Sytuacja po 1945 roku
Po II wojnie światowej słowiańskie państwa bałkańskie ponownie zjednoczyły się w Jugosławię, głównie dzięki zabiegom Broz Tity. Objął on najważniejsze funkcje w państwie i siłą doprowadził do stłumienia konfliktów etnicznych. Po jego śmierci w 1980 roku stare problemy jednak odżyły, a wzajemne antagonizmy zaczęły się nasilać.
Sytuacja zaogniła się gwałtownie po rozpadzie bloku wschodniego. Poszczególne kraje składowe federacji ogłosiły niepodległość – Słowenia i Chorwacja (25 czerwca 1991 r.), Macedonia (17 września 1991 r.), Bośnia i Hercegowina (1 marca 1992 r.). W federacji pozostali Serbowie i Czarnogórcy, zmieniając w 1992 r. nazwę państwa na Federalną Republikę Jugosławii.
Z decyzjami Chorwacji oraz Bośni i Hercegowiny nie pogodzili się zamieszkujący te tereny Serbowie i ogłosili secesję od tych krajów, tworząc separatystyczne republiki oraz doprowadzając do wojny na terenie Chorwacji i Bośni. Konflikty zbrojne zakończyły się w 1995 roku wymuszonym przez Organizację Narodów Zjednoczonych przy wojskowym wsparciu NATO układem z Dayton.
W 1998 zarzewiem kolejnego konfliktu stało się Kosowo, autonomiczna część Nowej Jugosławii. Stanowiący większość mieszkańców Albańczycy domagali się niepodległości, co wobec ograniczania autonomii prowincji oraz serbskich czystek etnicznych doprowadziło do wojny partyzanckiej. Konflikt udało się zażegnać w 1999 r., kiedy Kosowo otrzymało status międzynarodowego protektoratu (będąc jednak formalnie częścią Serbii).
17 lutego 2008 r. Zgromadzenie Kosowa w Prisztinie proklamowało niepodległość Kosowa (wbrew władzom Serbii).